# Distretto di Yerköy
Il distretto di Yerköy (in turco Yerköy ilçesi) è uno dei distretti della provincia di Yozgat, in Turchia.